# Brassica napus
Espèce
Classification APG II (2003)

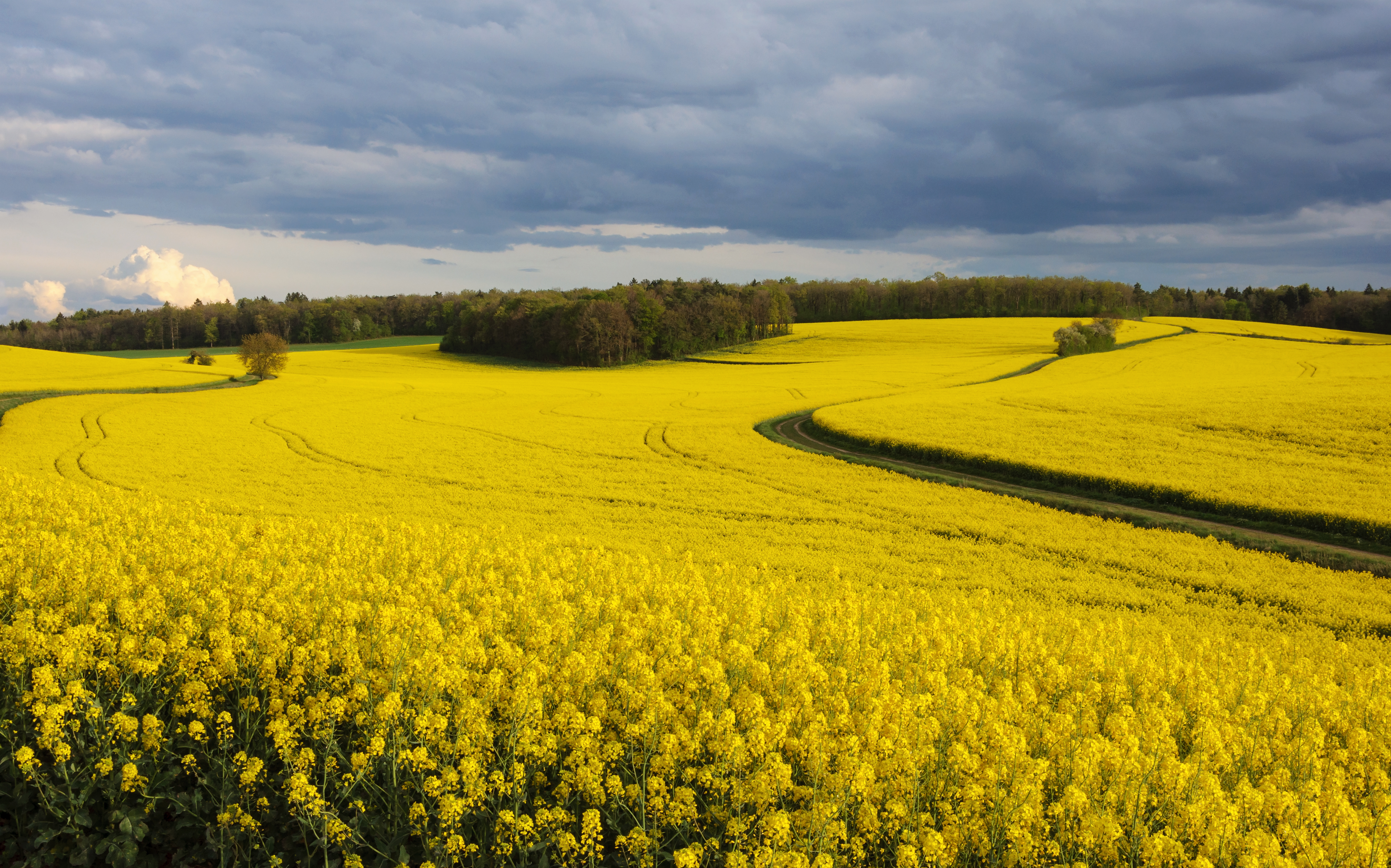
Champ de colza.

Brassica napus L. est une espèce de plante à fleurs jaunes de la famille des Brassicacées, famille anciennement nommée Crucifères. 
L'espèce Brassica napus (n= 19 chromosomes) résulterait de la fusion de deux génomes : Brassica  oleracea (choux potagers, n = 9) × Brassica rapa (navet, choux de Chine,  n = 10).

## Description
D'après Jan Kops (en) dans Flora Batava, vol. 4 de 1822, la plante se distingue de Brassica rapa subsp. oleifera (navette (chou) sauvage) par ses feuilles inférieures lisses, sans poil rude, et plus larges ; ses feuilles supérieures sont moins pointues ; ses fleurs sont d'un jaune plus foncé ; et la pointe du bec des siliques est moins subulé et plus anguleuse.

### Vertus médicinales
Les semences sont antiscorbutiques et diurétiques.

## Sous-espèces
- Brassica napus L. subps. napus (ou Brassica napus Oil Rape Group) : le colza
  - Brassica napus L. subsp. napus forma annua (colza de printemps)
  - Brassica napus L. subsp. napus forma napus (colza d'hiver)
- Brassica napus L. subsp. napus var. pabularia (DC.) Alef. : le chou frisé sibérien (chou à faucher, chou frisé non pommé, chou frisé rouge de Russie, chou kale de Russie)
- Brassica napus L. subsp. rapifera  Metzg. : le rutabaga

Toutes ces plantes se  croisent donc entre elles spontanément.

## Galerie

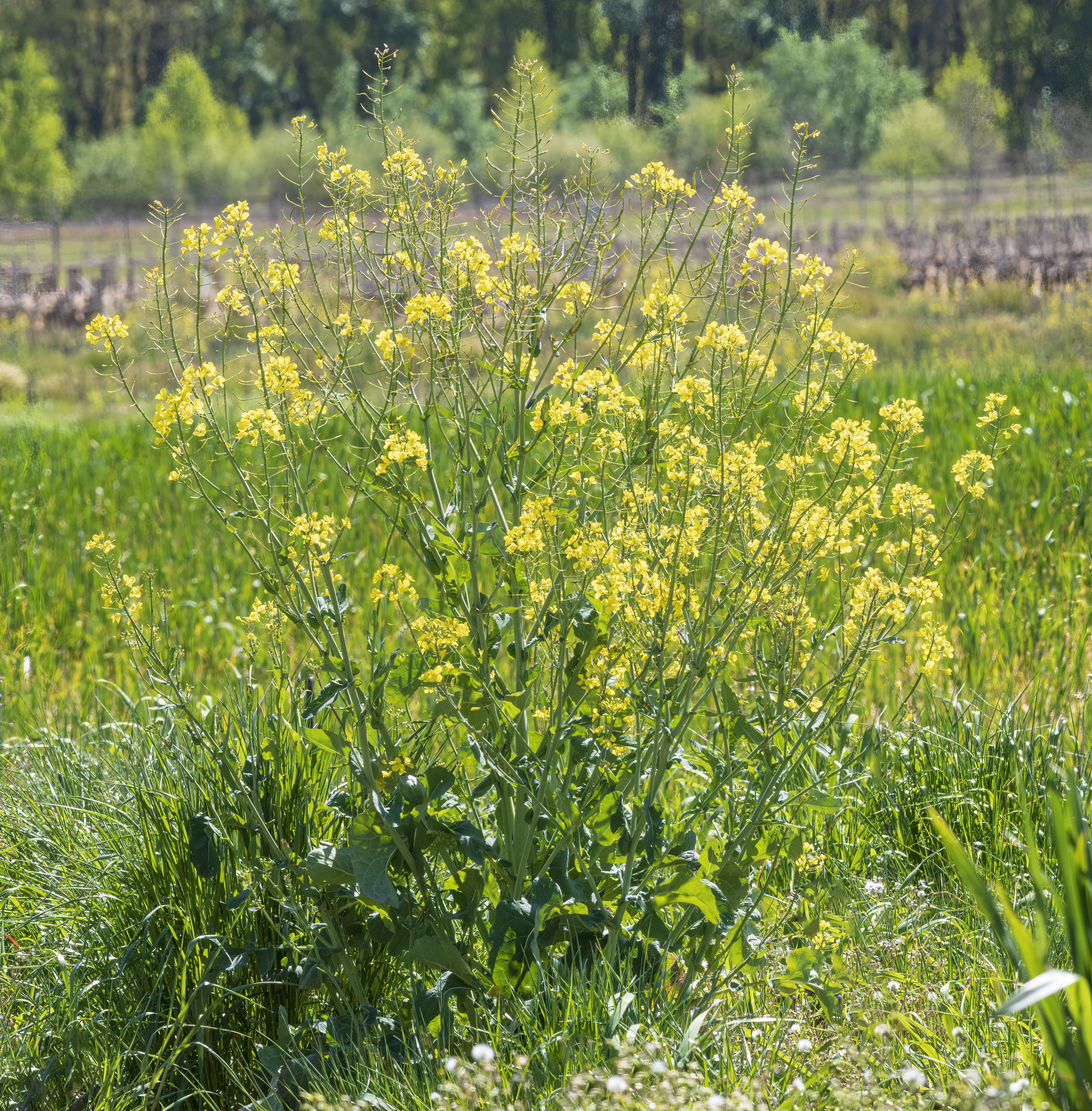
Habitus
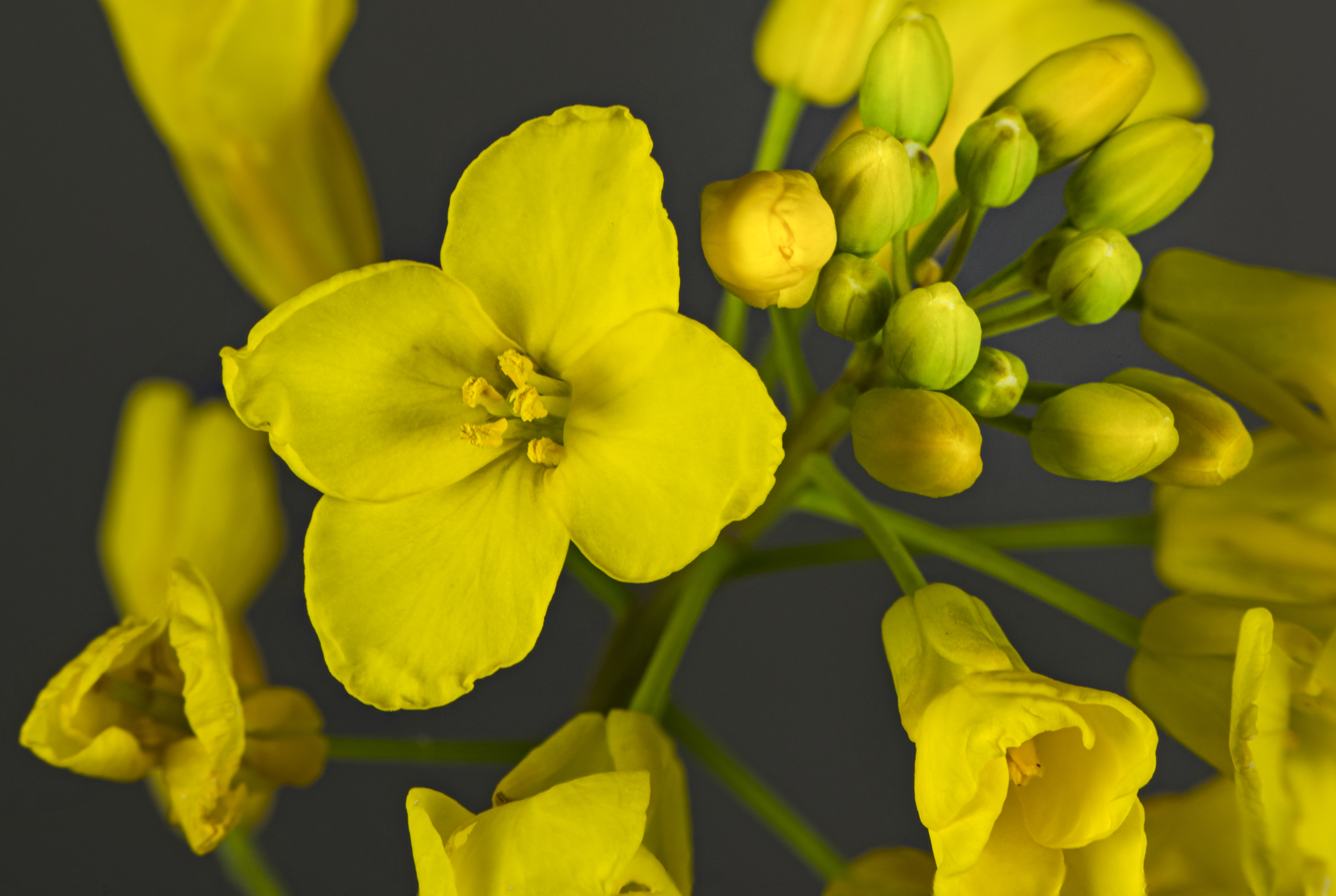
Fleurs
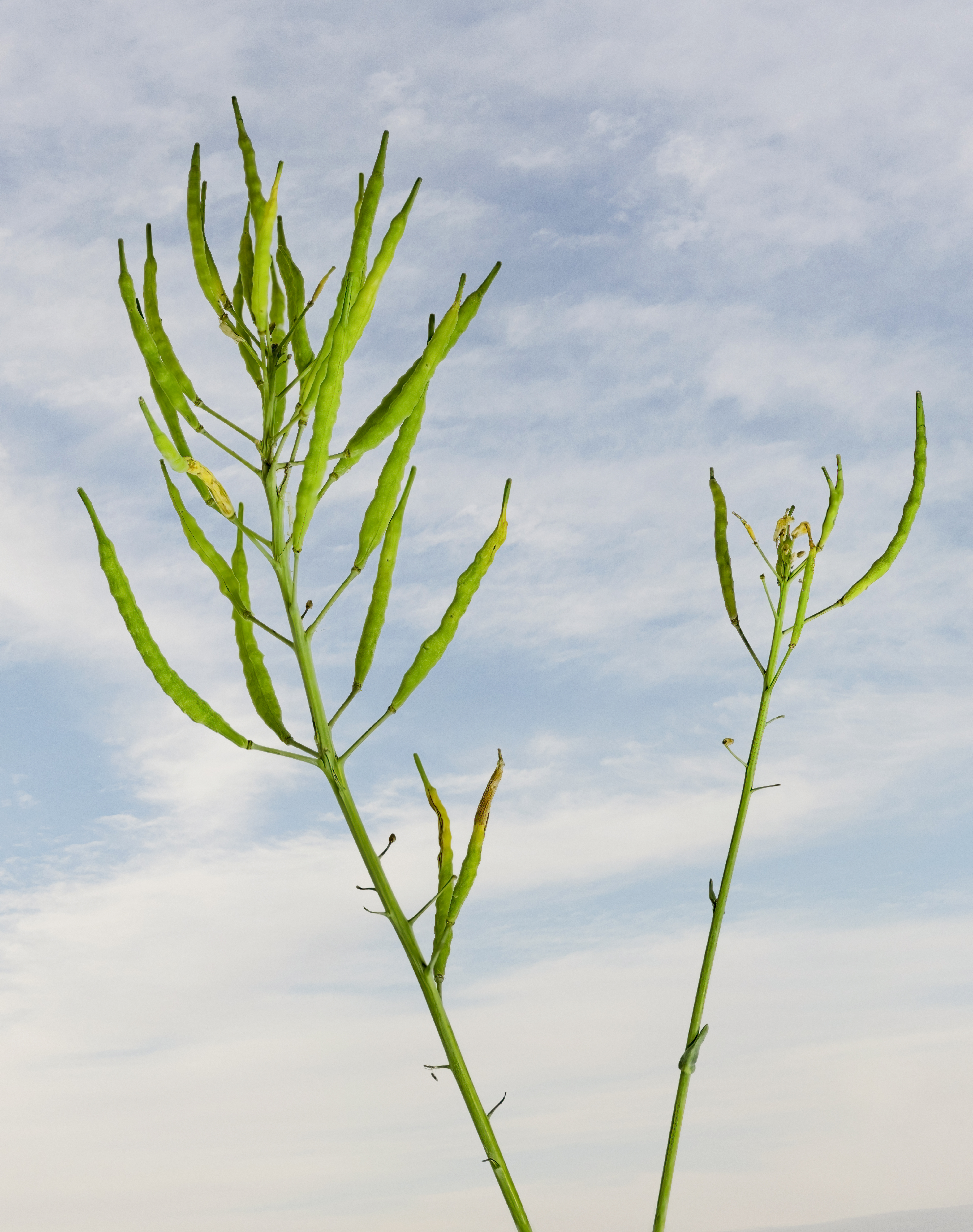
Infrutescence
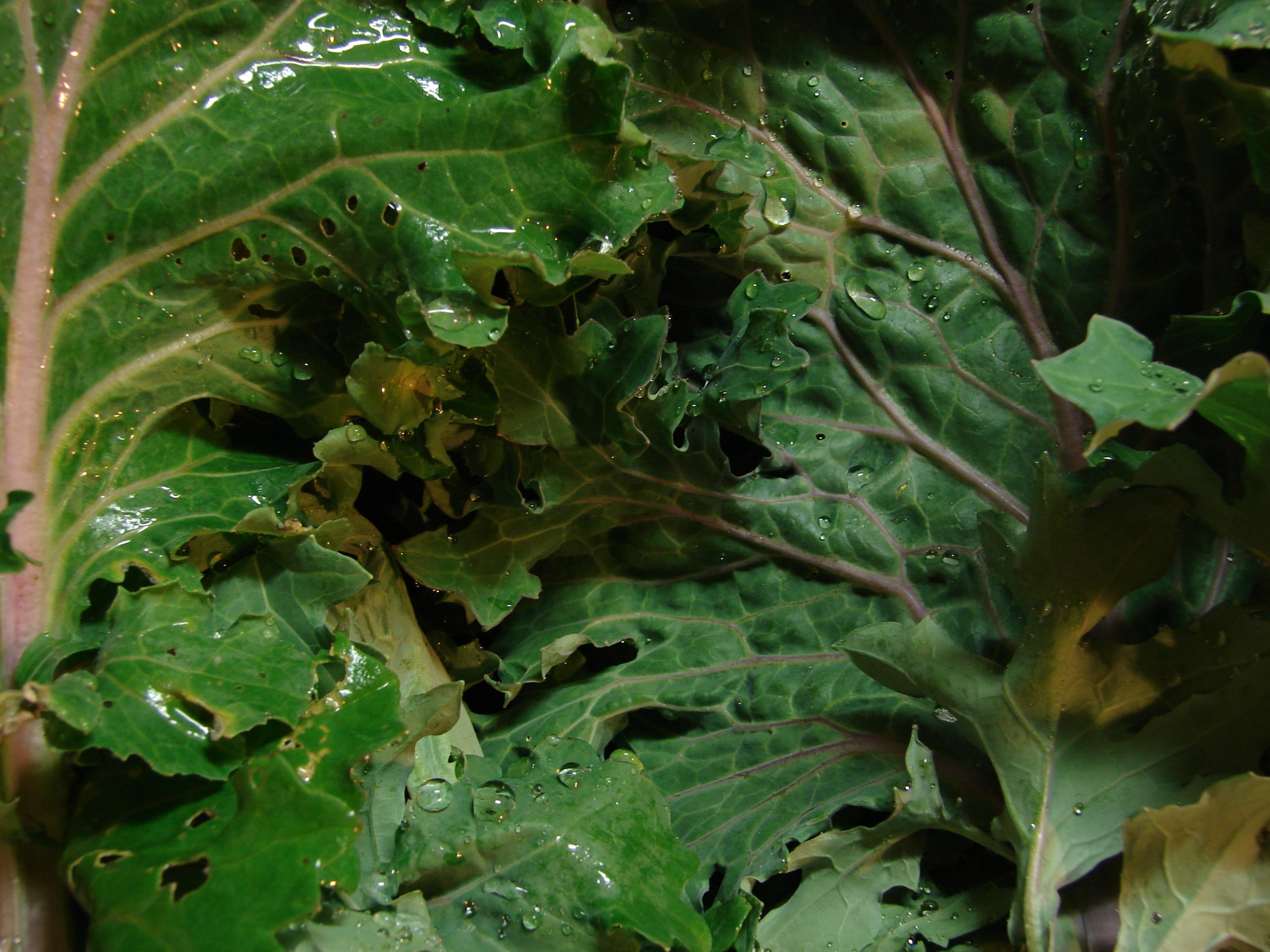
chou à faucher
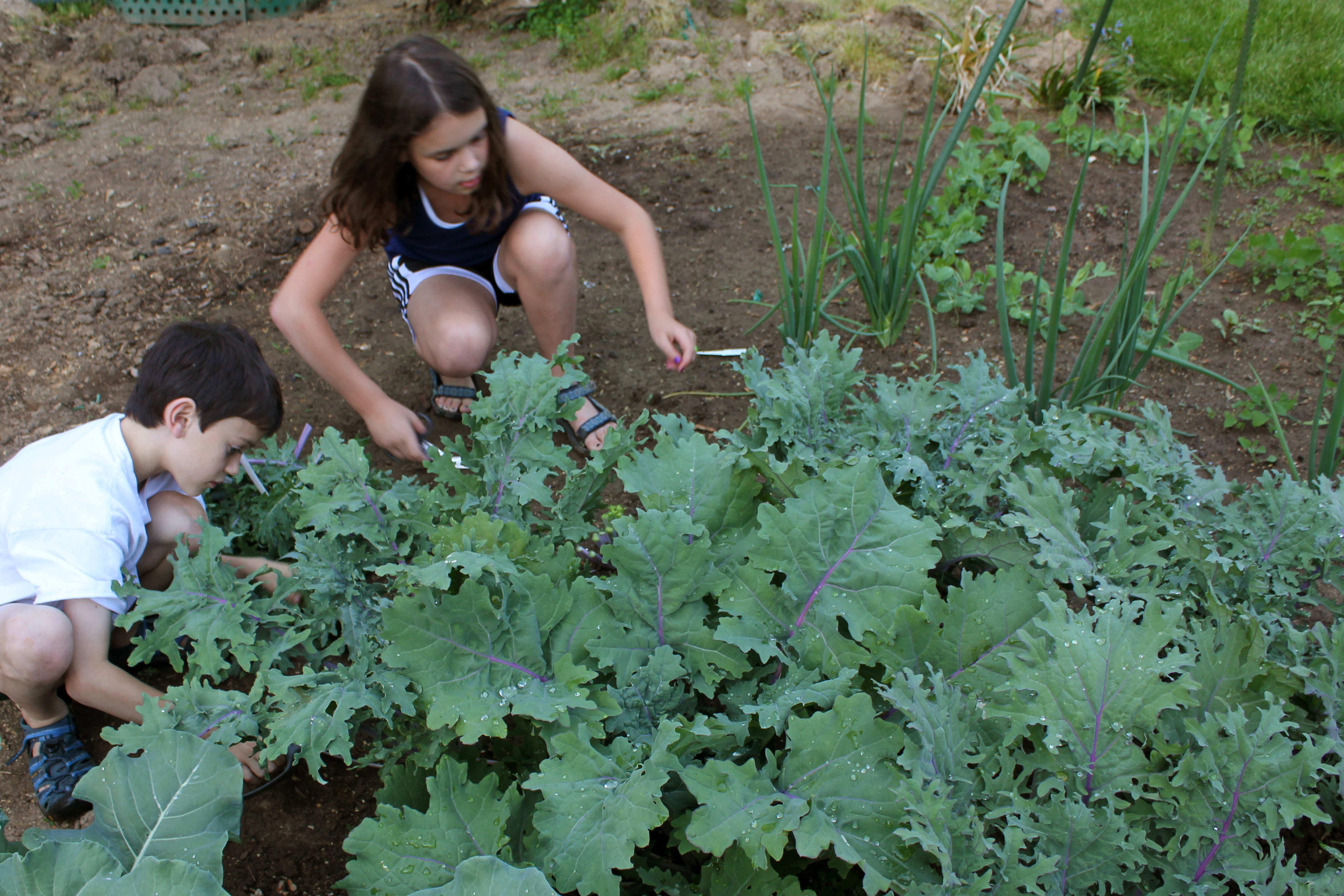
Chou frisé sibérien ou Kale rouge de Russie
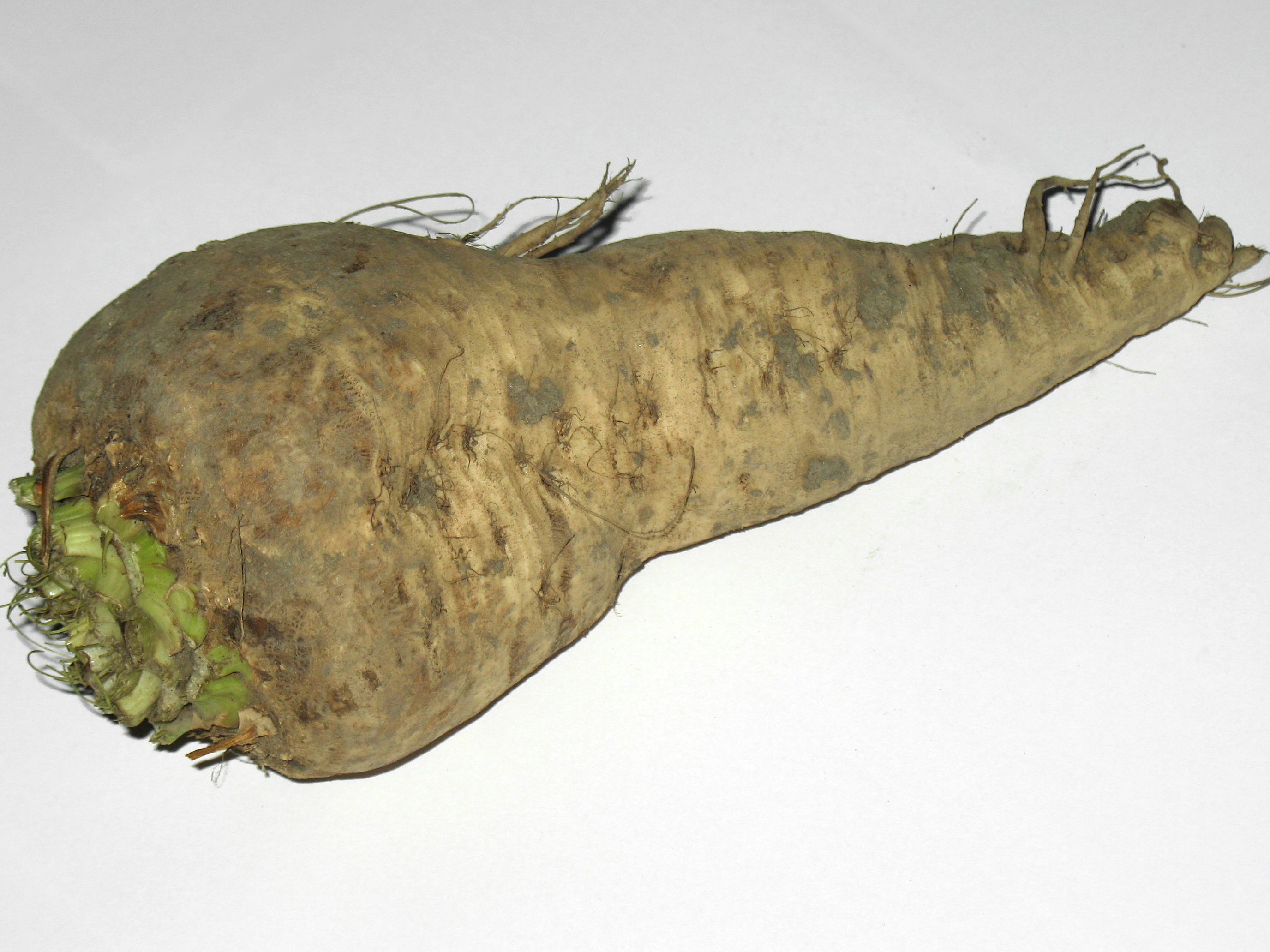
rutabaga
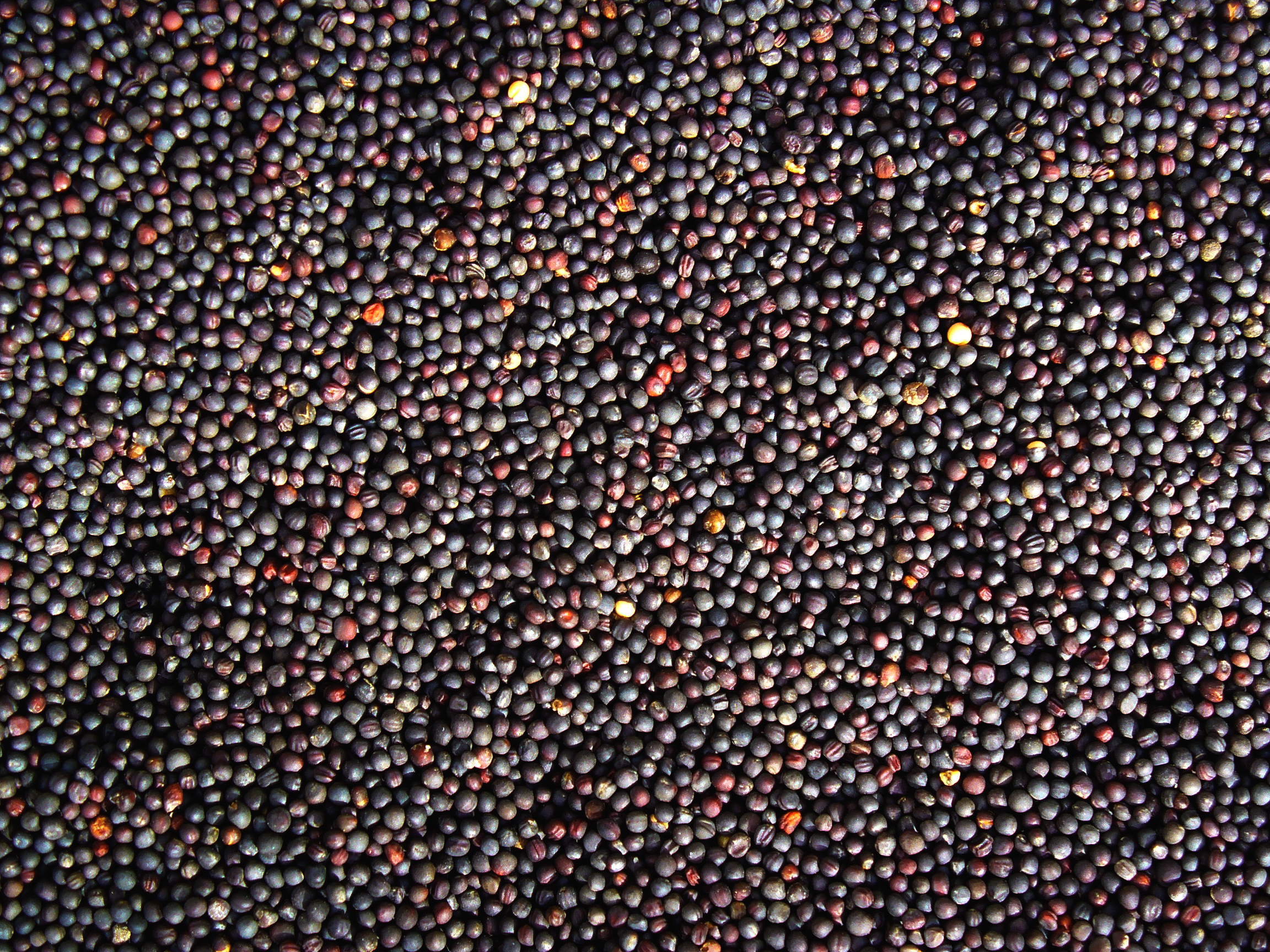
Graines